# حجازة قبلي
قرية حجازة قبلي هي إحدى القرى التابعة لمركز قوص في محافظة قنا في جمهورية مصر العربية. حسب إحصاءات سنة 2006، بلغ إجمالي السكان في حجازة قبلي 45218 نسمة، منهم 22397 رجل و22821 امرأة.